# 就是喜歡你 (張震嶽專輯)
《就是喜歡你》是臺灣歌手張震嶽的第一張個人專輯，於1993年7月發行，專輯風格走偶像路線。此專輯的主打歌《就是喜歡你》，翻唱自日本樂團南方之星主唱桑田佳祐的個人單曲《悲傷的心情 (JUST A MAN IN LOVE)》。本張專輯曾在1998年由魔岩唱片再版。

## 曲目
1. 就是喜歡你
2. 我的心是為你跳
3. 想你的心情
4. 大聲聽音樂
5. 哭之歌
6. 城市天堂去回票
7. 海
8. 星期天才流動的河
9. 出去走走
10. 討厭夏天
11. 愚人節那天
12. 福音